# Lethrus longimanus
Lethrus longimanus är en skalbaggsart som beskrevs av Fischer von Waldheim 1821. Lethrus longimanus ingår i släktet Lethrus och familjen tordyvlar. Inga underarter finns listade i Catalogue of Life.